# Nobuko Ishikawa
Nobuko Ishikawa (石川 暢子, Ishikawa Nobuko, 1943-2012) est une  artiste designer japonaise de bijoux dans la catégorie joaillerie. Elle a contribué à développer la joaillerie japonaise jusqu'alors peu développée.

## Biographie
Née en 1943 au Japon, Nobuko Ishikawa a étudié à l'université des arts et de la musique de Tokyo. Tout d'abord employée dans plusieurs marques pour lesquelles elle a développé des produits et planifié la fabrication de prototypes c'est en 1970 qu'elle  créé son entreprise avec son mari le peintre Shigeo Ishikawa à Ichikawa, dans la préfecture de Chiba.

## Expositions
Plusieurs expositions lui ont été consacrées, notamment en février 2013 à Ichikawa et en juillet 2015 au musée français de la carte à jouer à Issy-les-Moulineaux.

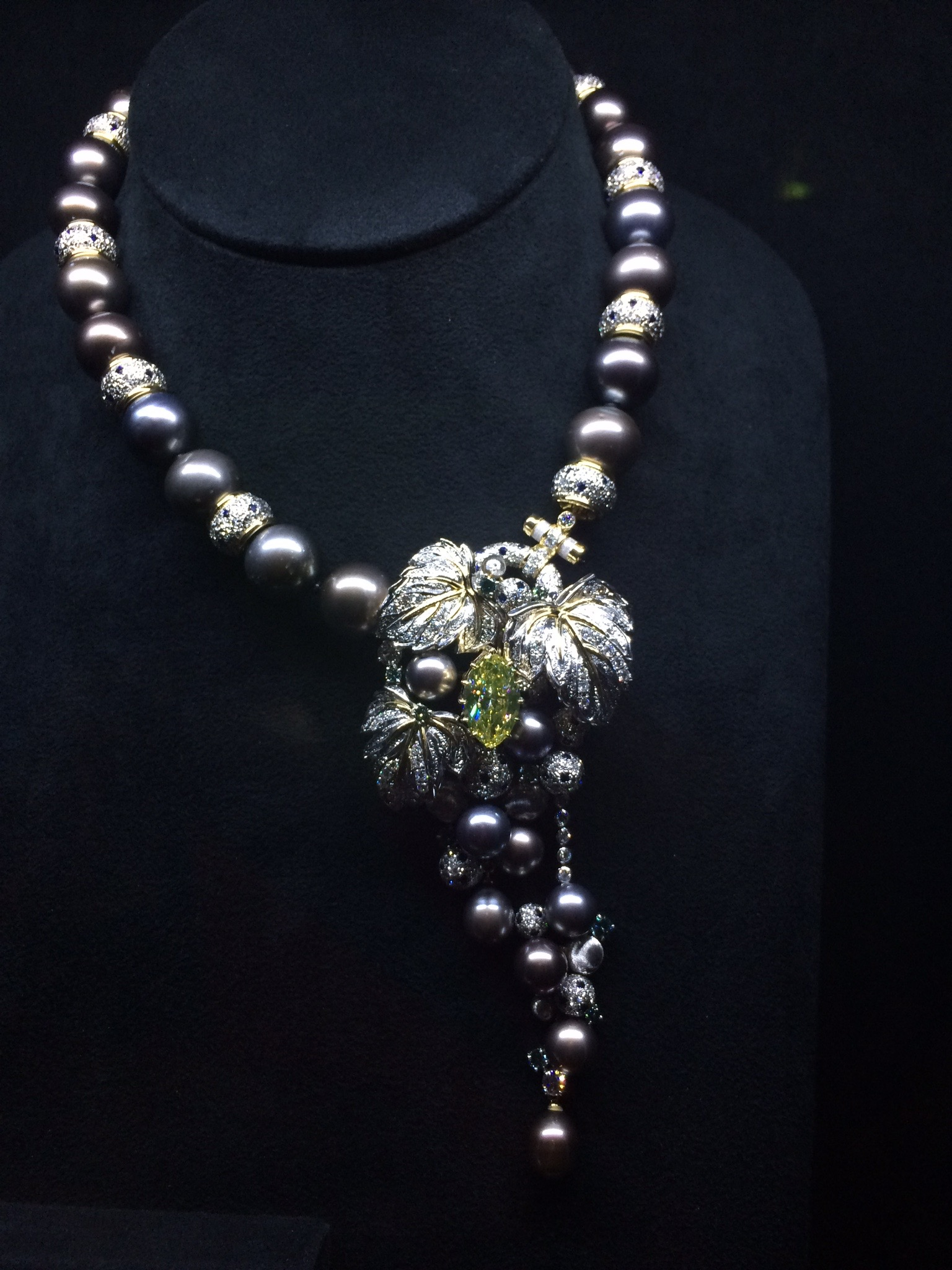
Collier créé par Nabuko Ishikawa

## Son travail
La  culture japonaise jusque dans les années 1960 a souvent été considérée comme une culture de substitution, emprunte et influencée par des dictats esthétiques étrangers. Les années 1960 sont pour la création et particulièrement pour le japon propices au développement d'une esthétique locale beaucoup plus affirmée que par le passé et d'autant plus identitaire. Alors que la joaillerie n'est pas encore ancrée dans la culture nippone, Nobuko portée par cette énergie créative ambitionne de magnifier la beauté des japonaises au quotidien, par la conception de bijoux exceptionnels. La technicité, la recherche de la  perfection sont de vrais moteurs dans son travail créatif. Ainsi sa production  artistique  singulière introduit  des thématiques oniriques telles que la mythologie, la nature, le voyage. C'est à travers la traduction artistique de la matière, des techniques de productions pointues, l'audace des assemblages de pierres précieuses à de simples cailloux que l'expression de son talent révèle toute sa force.
Sa créativité est nourrie par l'analyse, la contemplation de son environnement. Ainsi son pays, sa ville de résidence Ichikawa et le fleuve Edo-gawa, la nature, les animaux, les grandes découvertes, le monde, des lieux évoquant la littérature  tel que la pavillon de Mama sont des sujets omniprésents dans son travail.